# Toxotes chatareus

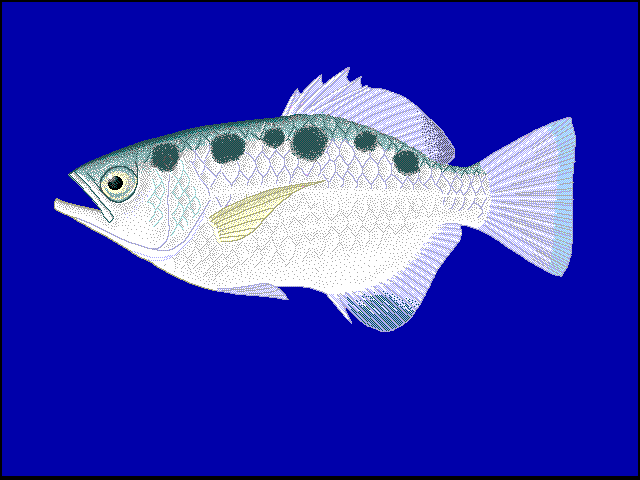
Dibuix

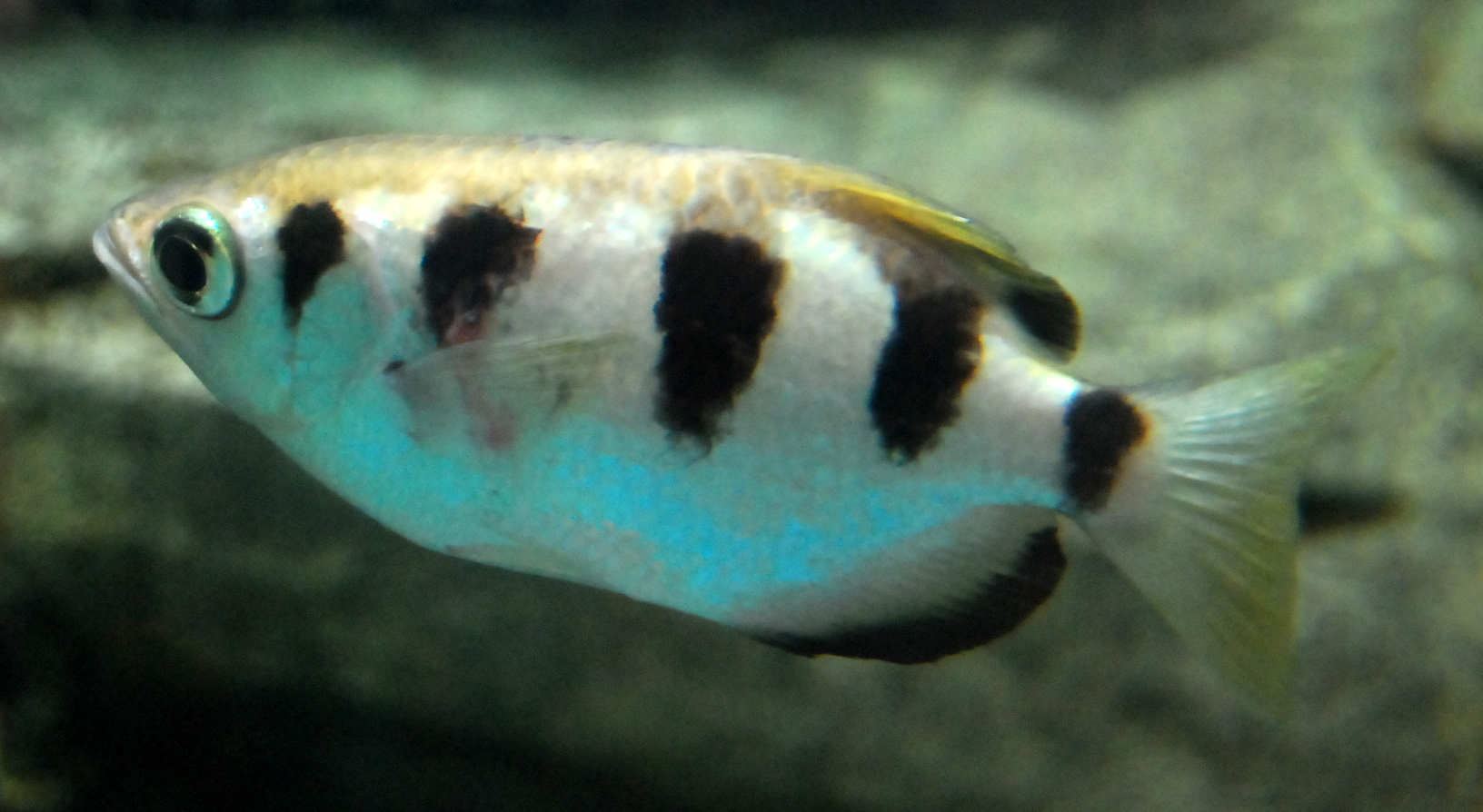
Toxotes chatareus

Toxotes chatareus és una espècie de peix de la família dels toxòtids i de l'ordre dels perciformes.

## Descripció
Fa 40 cm de llargària màxima (encara que la seua mida normal és de 25) i 750 g de pes. Cos d'oval a romboide, moderadament comprimit, de blanquinós a gris fosc o marró, de vegades amb una lluentor argentada. Flancs amb una sèrie de 6-7 punts negres a la part superior. Presenta franges horitzontals alternes (clares i fosques) d'intensitat variable (en general, més prominents al ventre). Cap punxegut. Ulls grans. Boca moderadament gran, protràctil i amb la mandíbula inferior sortint. Angle de la mandíbula oblic. Maxi·lars prims, escatosos i sense os suplementari. Dents vil·liformes a les mandíbules, el vòmer i els palatins. Té una mena de ranura longitudinal profunda al sostre de la boca, la qual esdevé un tub per a llançar aigua quan la llengua pressiona contra ella. 5-6 espines i 12-13 radis tous a l'aleta dorsal i 3 espines i 15-17 radis tous a l'anal. Aletes pelvianes de blanquinoses a groguenques, les quals esdevenen progressivament fosques a la part exterior. Aleta caudal blanquinosa, groguenca o molt fosca. La part espinosa de l'aleta dorsal presenta una coloració de fosca a negrosa, mentre que la part tova és de fosca a negrosa, sovint amb una banda central clara. Aleta anal molt similar a la dorsal. Aleta dorsal contínua, caudal truncada i pectorals punxegudes. Escates moderadament grans i ctenoides, les quals formen fileres horitzontals al cos i s'estenen sobre el cap i les aletes imparelles. Galtes i opercle amb escates. Línia lateral contínua, la qual esdevé corbada per sobre de les aletes pectorals. Sense dimorfisme sexual.

## Reproducció
Té lloc durant l'estació de les pluges tant en aigua dolça com salabrosa. La femella és extraordinàriament fecunda, ja que pot pondre entre 20.000 i 150.000 ous, els quals són flotants i mesuren al voltant de 0,4 mm de diàmetre. No es reprodueix en captivitat.

## Alimentació
Es nodreix durant el dia de matèria vegetal que troba a la superfície i d'insectes que fa caure a l'aigua gràcies al doll d'aigua que expulsa per la boca. També menja crustacis i peixets.

## Hàbitat i distribució geogràfica
És un peix d'aigua dolça i salabrosa, pelàgic, amfídrom i de clima tropical (25 °C-30 °C), el qual viu als estuaris de manglars d'aigua salabrosa, rius mitjans i grans, rierols, aigües costaneres, àrees ombrívoles amb vegetació flotant, llacs i meandres abandonats des del Pakistan, Sri Lanka, l'Índia (incloent-hi les illes Andaman) i Bangladesh fins a Myanmar, Cambodja, Laos, Tailàndia, el Vietnam, Malàisia, Indonèsia, les illes Filipines, Nova Guinea i el nord d'Austràlia.

## Vida en captivitat
És un dels tres únics peixos arquers que formen part del comerç de peixos ornamentals (els altres dos són Toxotes jaculatrix i Toxotes microlepis) i, tot i que en estat salvatge és capaç d'assolir els 40 cm de llargada, en captivitat només arriba als 20. Li cal, com a mínim, un aquari de 170-209 litres d'aigua salabrosa i, si és possible, que no sigui massa curt o que estigui descobert, ja que aquesta espècie té la capacitat de saltar fora de l'aigua. És compatible amb altres exemplars de la seua espècie i de mida similar, però els individus més grossos poden assetjar els més petits.

## Estat de conservació
És bastant comú i no es considera que estigui en perill d'extinció. No obstant això, la destrucció dels manglars, la construcció de preses i la sobrepesca són les principals amenaces potencials. A més, el creixement demogràfic del sud-est asiàtic també està causant la contaminació dels seus hàbitats.

## Observacions
És inofensiu per als humans, pescat de manera ocasional, forma part de la dieta de les poblacions locals i es pot trobar fresc als mercats.